# Vokalizace písma
Vokalizace je proces doplnění či dosazení samohlásek (vokálů) do textu psaného souhláskovým písmem.

## Vokalizace v semitských jazycích
Slovní zásoba semitských jazyků je založena na souhláskových kmenech. Jednotlivá slova odvozená od tohoto kmene pomocí přípon, předpon a rozdílného vkládání samohlásek (tj. vokalizace) se pak vytvářejí různá slova, mající podobný význam. Jako ukázkový příklad se uvádí např. hebrejský kořen M-L-K týkající se panování, kralování: „MeLeK“ znamená „král“, „MaLaK“ znamená „kraloval“, „maMLaKah“ znamená „království“ apod. Často mají semitské jazyky podobné nebo stejné či odvozené kmeny, liší se však jejich vokalizací. Proto např. zmíněný kmen „M-L-K“ nalezneme např. v aramejštině nebo v arabštině.
Z tohoto důvodu jsou slovníky těchto jazyků uspořádávány většinou nikoli striktně podle abecedního pořádku, jak jsme zvyklí v češtině, nýbrž podle abecedního pořadí kmenů. Následně u každého kmene se uvádějí nejrůznější odvozená slova a jejich významy. Proto určení slovního souhláskového kmene je v těchto jazycích primární.
Jelikož jsou samohlásky (vokály) považovány jen za modulaci souhlásek, nikoli za samostatné hlásky, neexistují pro ně ve většině semitských abeced zvláštní znaky. Zapisují se jen souhlásky a doplnění samohlásek při čtení záleží na znalosti čtenáře. Text proto může mít někdy podle různého dosazení samohlásek poněkud odlišný smysl.
V případě možného různočtení, nebo je-li nutné přesně stanovit podobu čtení textu, používají některá semitská písma systém speciálních znaků, kterými doplňují souhláskový text. Týká se to především (z těch nejznámějších jazyků) například arabštiny nebo hebrejštiny. Vokalizace hebrejského textu bible byla fixována před 10. stoletím. Vokalizací se zde dosáhlo jednak toho, že se zamezilo různočtením a tím i odlišnému výkladu textu, jednak toho, že se uchovala výslovnost v té době již mrtvého jazyka. Přesto musíme pamatovat na to, že tato vokalizace je poměrně mladá a pozdní, a musíme počítat pří interpretaci textu i s jinými variantami vokalizace.
Problematická je vokalizace textů zaniklých semitských jazyků, které byly objeveny a rozluštěny v nedávné době. Pokud nemáme soudobé přepisy do jiných písem, která obsahovala samohlásky, potom je vokalizace textů nesmírně obtížná, ne-li nemožná. V tom případě se texty buď přepisují bez samohlásek, nebo se doplňuje konvenčně vokalizace arabská, která je považována za jednu z nejstarších a nejpůvodnějších. Sestavení přesné gramatiky takových textů bez znalosti samohlásek však zůstává velmi hypotetické.

### Vokalizace hebrejštiny

Nikud – vokalizace hebrejštiny (červeně)

Vokalizace hebrejštiny, ve smyslu dopisování samohlásek do textu, se začala používat na začátku středověku, kdy biblická hebrejština již nebyla běžně užívaným jazykem. Hebrejští učenci zvaní masoreti vyvinuli systém značek zvaných nikud, kterým doplňovali text hebrejské bible. Takto upravený biblický text se nazává masoretský text. Podle místa působení masoretů se různé systémy nazývají palestinská, babylonská a tiberiadská vokalizace. Posledně jmenovaná od 10. století převládla jako standard vokalizace hebrejského písma.